# 普利宁
普利宁（德語：Pliening，發音：[ˈpliːnɪŋ]）是德国巴伐利亚州上巴伐利亚行政区埃伯斯贝格县的市镇，面积22.79平方千米，2023年12月31日人口为5,982人。